# Лисовский, Викентий Карлович
Викентий Карлович Лисовский (пол. Wikentij Karlowicz Lisowski; 28 декабря 1855 — 31 августа 1918) — польский помещик, член II Государственной думы от Подольской губернии.

## Биография

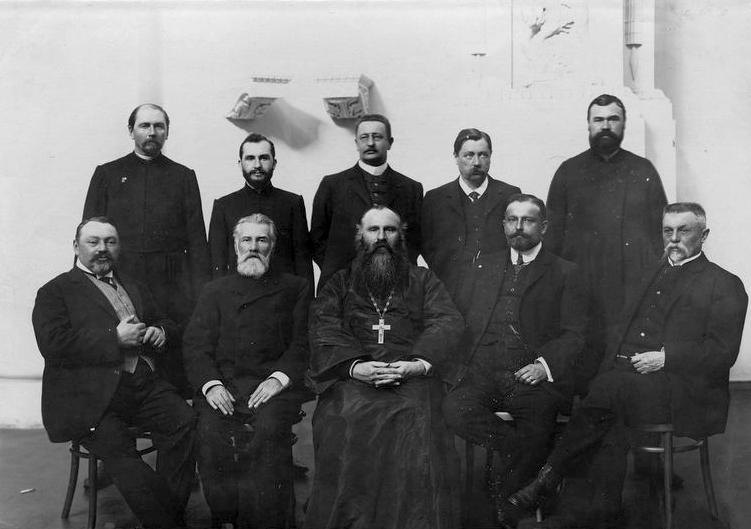
Депутаты Государственной думы II созыва от Подольской губернии. Стоят: Соловей А. А., Неизвестный-1, Неизвестный-2, Мороз П. С., Туперко С. Т.; сидят: Семёнов А. И., Лисовский В. К., Дидурык А. И., Гриневич А. И., Рогожа П. М., Матвеев С. К., Зубченко П. С., Дубонос Ф. Ф.

Римско-католического вероисповедания, дворянин. Землевладелец Гайсинского уезда (603 десятины).
Окончил медицинский факультет Варшавского университета. Служил врачом в Умани Подольской губернии. По политическим взглядам был близок к Партии мирного обновления.
В феврале 1907 был избран в II Государственную думу от Подольской губернии. Входил в Польское коло. Состоял членом аграрной комиссии и комиссии по народному образованию.